# Národní a univerzitní knihovna sv. Klimenta Ochridského
Národní a univerzitní knihovna sv. Klimenta Ochridského (makedonsky: Национална и универзитетска библиотека „Св. Климент Охридски") je národní knihovna Severní Makedonie a zároveň univerzitní knihovna Univerzity Cyrila a Metoděje ve Skopje. Funkci univerzitní knihovny plní i pro menší, soukromé vysoké školy ve Skopje. Je pojmenována po Klimentu Ochridském, který založil v ochridském Klášteře sv. Panteleimona první klášterní knihovnu, a je tak považován za zakladatele knihovnictví na Balkáně. Fond knihovny tvoří přes 3 miliony položek. Založena byla 23. listopadu 1944. Její zřízení bylo jedním z prvních rozhodnutí Antifašistického shromáždění národního osvobození Makedonie (ASNOM). V roce 1945 poté bylo knihovně uděleno právo povinného výtisku, a to nejen publikací z území Lidové republiky Makedonie, ale celé tehdejší jugoslávské federace. Stala se tak jednou z osmi jugoslávských depozitních knihoven. Byla jí poskytnuta bývalá budova Filozofické fakulty univerzity ve Skopje. Povodeň v roce 1962 a zejména zemětřesení ve Skopje v roce 1963 knihovnu tvrdě zasáhly. Budova byla téměř celá zničena a i fond, který v té době čítal asi 500 000 položek, byl těžce poškozen. Po vynuceném provizoriu knihovna získala novou, speciálně pro ni postavenou budovu, která byla otevřena 27. prosince 1971, a jejímž autorem byl architekt Petar Muličkovski. V ní sídlí knihovna dosud (adresa: Goce Delčeva 6). Budova nabídla užitnou plochu 10 000 metrů čtverečních. Dnes je národní kulturní památkou. Po osamostatnění Severní Makedonie v roce 1991 se knihovna stala knihovnou národní. V roce 2009 proběhla přístavba napojená na starou budovu, která rozšířila užitnou plochu o 3000 metrů čtverečních.